# Lindley Beckworth
Lindley Garrison Beckworth Sr. (ur. 30 czerwca 1913 w Mabank, zm. 9 marca 1984 w Tyler) – amerykański polityk, członek Partii Demokratycznej.

## Działalność polityczna
W okresie od 3 stycznia 1939 do 3 stycznia 1953 przez siedem kadencji i od 3 stycznia 1957 do 3 stycznia 1967 przez pięć kadencji był przedstawicielem 3. okręgu wyborczego w stanie Teksas w Izbie Reprezentantów Stanów Zjednoczonych.